# کورتیس پی‌ان-۱
کورتیس پی‌ان-۱ (به انگلیسی: Curtiss_PN-1) یک هواگرد ملخ‌پیشین تک‌موتوره از نوع جنگنده شبانه ساخت شرکت Curtiss Aeroplane and Motor Company است. هواگرد کورتیس پی‌ان-۱ نخستین پروازش را در ۱۹۲۱ میلادی انجام داد. در مجموع، تعداد ۱ فروند از این هواگرد ساخته شده‌است.